# Non-Subscribing Presbyterian Church of Ireland
Die Non-Subscribing Presbyterian Church of Ireland (Nicht-unterschreibende Presbyterianische Kirche Irlands, irisch Eaglais Preispitéireach Neamh-aontaithe na hÉireann) ist eine liberale protestantische Kirche in Irland mit Schwerpunkt in den historischen nordirischen Countys Antrim und Down.

## Geschichte
Die Bewegung der Non-Subscribing Presbyterians in Irland entstand 1725, als Geistliche der Presbyterianischen Kirche um John Abernethy anlässlich ihrer Amtseinführung die Unterschrift zur Anerkennung (Subscription) der Westminster Confession verweigerten und sich zum Presbytery of Antrim zusammenschlossen, da sie die Bibel als ausreichende Quelle ihrer Glaubenssätze ansahen. Eine zweite Gruppe, die Remonstrant Synod of Ulster, entstand 1829, als 17 Gemeinden um den liberalen und von der Gedankenwelt der Aufklärung beeinflussten Theologen Henry Montgomery die presbyterianische Synode von Ulster verließen. Diese beiden im Wesentlichen im Nordosten der Insel vertretenen Gruppen schlossen sich 1910 zur Non-Subscribing Presbyterian Church of Ireland zusammen; 1935 trat im Südwesten der Insel die Synod of Munster bei.
Die Kirche besteht heute aus 33 Gemeinden (31 in Nordirland, 2 in der Republik) in drei Presbyterien mit ca. 4100 Mitgliedern. Ihr Sitz ist in Carrickfergus.

## Theologie
Die Non-Subscribing Presbyterians lehnen von Menschen verfasste Bekenntnisschriften und deren Verbindlichkeit für den einzelnen Gläubigen wie auch für die Kirche aus Respekt vor dem individuellen Glauben des Einzelnen ab. Die Non-Subscribing Presbyterians vertreten nach eigenen Angaben eine liberale und tolerante Form des christlichen Glaubens, in dessen Zentrum die unter Zuhilfenahme von Vernunft und eigenem Gewissen geleitete individuelle Interpretation der Bibel steht.

## Ökumene
Die Non-Subscribing Presbyterian Church of Ireland ist dem Irish Council of Churches, dem European Liberal Protestant Network und der International Association for Religious Freedom angeschlossen und kooperiert eng, so in der Ausbildung von Theologen, mit den in der General Assembly of Unitarian and Free Christian Churches zusammengeschlossenen britischen Unitariern.